# 민둥산역
민둥산역(Mindungsan station)은 강원특별자치도 정선군 남면에 위치한 태백선과 정선선의 철도역이다.
이 역에서 태백선과 정선선이 분기하며, 일 18회(상행 9회, 하행 9회) 무궁화호가 정차한다.
기존의 역명은 증산역이었으나, 인근에 민둥산이 있어서 인지도 상승 및 관광 수요 증대를 위해 2009년 9월 1일, 태백선의 역명을 민둥산역으로 변경했다. 한국방송공사 주말연속극 <젊은이의 양지>의 촬영장소이기도 했다.관리역과 동시에 일반열차 필수정차역인만큼 역사 규모도 매우 크다

## 역명 유래
동에 고부산, 북에 지억산, 남쪽에 두위봉이 둘러선 가운데 시루봉이 있어 증산이라 했으나 인근에 위치한 민둥산을 따서 민둥산역으로 개명하였다.

## 역사
- 1966년 1월 15일 : 증산역(甑山驛) 영업 개시[2]
- 1991년 12월 30일 : 현재의 역사 준공
- 1992년 3월 28일 : 현재의 역사로 이전하여 영업 개시
- 1994년 2월 1일 : 5급역으로 승격[3]
- 1997년 1월 1일 : 거점 관리역으로 지정
- 1998년 12월 31일 : 제천 지역 관리역으로 통합
- 2000년 12월 15일 : 정선선 비둘기호를 특정 통일호로 승격운행
- 2000년 12월 31일 : 6급역으로 격하
- 2002년 11월 27일 : 정선아리랑유람열차 운행개시
- 2005년 9월 30일 : 화물 취급 중지
- 2006년 5월 1일 : 소화물 취급 중지
- 2008년 1월 1일 : 통근열차 운행 중지
- 2009년 9월 1일 : 태백선의 역명을 민둥산역으로 변경[4]
- 2013년 4월 12일 : 중부내륙순환열차(O-Train) 운행 개시
- 2013년 11월 14일 : 제천 기점 69.8km로 변경[5]
- 2015년 1월 15일 : 정선선 무궁화호 운행 중지
- 2015년 1월 22일 : 정선아리랑열차(A-Train) 운행 개시
- 2015년 6월 1일 : 중부내륙순환열차 운행 계통 변경으로 여객 취급 중지
- 2017년 12월 18일 : 역명을 증산에서 민둥산으로 변경[6]
- 2020년 3월 2일 : 영동선 동해행 누리로 운행으로 무궁화호 전환
- 2020년 3월 3일 : 영동선 동해행 누리로 운행 개시
- 2023년 9월 1일 : ITX-마음 운행 개시

### 승강장
| ↑ 예미                          |
| ２１ \|                         |
| 사북(태백선) ↓/별어곡(정선선) ↓ |

| 1 | 태백선, 정선선 | 아우라지·태백·동해 방면 |
| 2 | 태백선         | 제천·원주·청량리 방면   |

## 사진

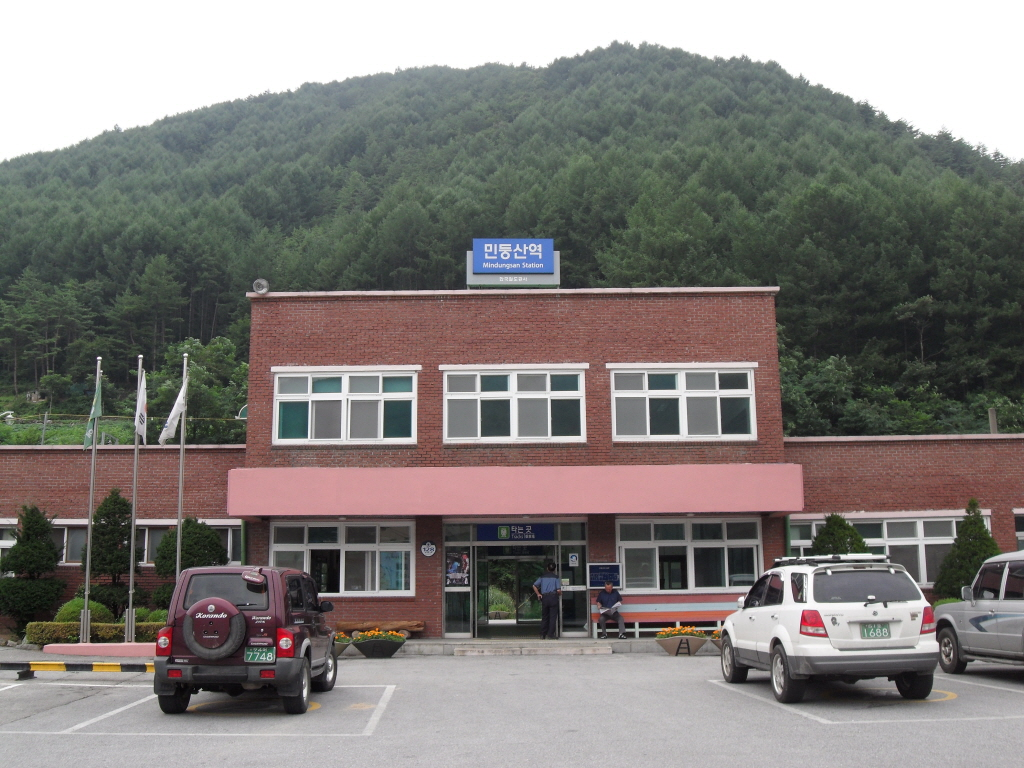
2011년 역사 모습

## 인접한 역
| 태백선 · 영동선  | 태백선 · 영동선 | 태백선 · 영동선  |
| ---------------- | --------------- | ---------------- |
| 영월 청량리 방면 | ITX-마음 중앙선 | 사북 동해 방면   |
| 예미 청량리 방면 | 무궁화 태백선   | 사북 동해 방면   |
| 태백선 · 정선선  |                 |                  |
| 예미 청량리 방면 | 정선아리랑열차  | 별어곡 정선 방면 |